# Академия Уитс
Академия Уитс — американский комедийный сериал, созданный для подростков. Транслировался на канале Nickelodeon с 5 октября 2015 года. На канале Nickelodeon Russia выходил в дубляж с 7 марта 2016 года. Сериал является прямым продолжением, или спин-оффом «Колдовской истории».

## Сюжет
Главная героиня Энди попадает в Академию Уитс, самую престижную и лучшую Академию для ведьм и волшебников. В Академии учатся талантливые чародеи, которые хотят научиться колдовать, а также использовать магию для лучших целей. Помимо ведьм и волшебников, в Академии обучаются и хранители, которые в будущем будут оберегать ведьм, а также Избранную — самую могущественную ведьму из всех. Энди — человек, а также подруга Избранной, поэтому она может стать первым и последним хранителем-человеком.
Чтобы девушка могла доказать, что именно она достойна быть хранителем такой важной волшебницы, ей поручили заботу о двух начинающих чародеях. Теперь, помимо обучения, у Энди появилось много других забот, с которыми она всеми силами пытается справиться. Она сразу нашла в Академии друзей, но также и врагов. Руби — одна из будущих хранителей — будет мешать Энди, строить козни на протяжении всего сериала. Другие злые волшебники и ведьмы тоже не хотят, чтобы человек был хранителем.
Каждый день Энди вынуждена проходить множество испытаний, которые ей устраивают другие подростки, однако, несмотря на все трудности, отступать от своей цели героиня ни в коем случае не собирается.

## Главные актёры и персонажи
- Энди Круз (Даниэла Нивз) — девушка, которая пришла из мира людей учиться на хранителя. Энди является подругой Избранной, поэтому она может стать первым (и единственным) хранителем-человеком.
- Джесси Новоа (Джулия Антонелли) — юная ведьма с непростым характером. Сестра одного из самых больших проказников волшебного мира — Джекса, а также дочь сильного волшебника.
- Бен Дэвис (Джейлен Бейтс) — один из самых маленьких волшебников. Бывает неуверенным, растерянным, имеет трудности с управлением своей силой.
- Руби Уэббер (Кеннеди Леа Слокум) — ведьма без сил, или же будущий хранитель. На протяжении сезона будет мстить Энди, а также будет являться угрозой магическому миру.
- Эмили Прескотт (Мэг Кросби) — маленькая ведьма, у которой очень слабые силы, подопечная Руби.
- Итан Прескотт (Тимоти Коломбос) — мальчик, приехавший учиться волшебству. Он является братом Эмили, а также подопечным Руби.
- Люк Арчер (Райан Каргилл) — молодой хранитель из семьи Арчеров. Все члены его семьи были хранителями Избранных, поэтому он не должен нарушить эту тенденцию.
- Грейси Уокер (Лидия Джуэтт) — сильная, но маленькая волшебница. Она — подопечная Люка, поэтому в их команде всегда царит спокойствие и мудрость.
- Шон Де Сото (Эндрю Ортега) — будущий волшебник, подопечный Люка.
- Кэмерон Мастерс (Тайлер Перес) — является лучшим учеником Академии Уитс, несмотря на плохую успеваемость. Помощник Агамемнона.
- Ким Сандерс (Джаззи Уильямс) — будущая хранительница. Хорошо разбирается в технике и электронике, поэтому у её команды есть небольшое преимущество над другими.
- Агамемнон (Тодд Аллен Дуркин) — новый директор Академии Уитс, член Совета Ведьм.

## Второстепенные актёры и персонажи
- Харрис (Питер Дагер) — юный подопечный Ким, который не всегда может отлично управлять магией.
- Сиенна (Эрин Уитакер) — Сиенна хорошо управляет магией, также состоит в команде с Ким.
- Амелия Фойлер (Андреа Кэнни) — второстепенный антагонист сезона. Появляется с 7 серии сезона в роли тренера Академии Уитс. Амелия пытается навредить Энди, однако потом её личность преступницы раскрывается.
- Леопальд Арчер (Майкл Сен-Пьер) — дядя Люка и хранитель, который приехал в Академию искать преступницу Фойлер.
- Эмма Алонсо (Паола Андино) — Избранная, самая могущественная ведьма в магическом мире. Появляется в сериале в качестве приглашённой звезды.

## Производство
Сериал был заказан компанией Nickelodeon в качестве спин-оффа во время создания последнего сезона Колдовской Истории, а последние серии этого сериала указывают на продолжение в спин-оффе. Созданием занимались компании Viacom International и Cinemat Inc, а также продюсером выступила Катарина Ледебур. Исполнительные продюсеры — Татьяна Родригес и Хосе В. Шойрен. Даниэла Нивз, Джулия Антонелли и Тодд Аллен Дуркин вернулись к своим ролям — Энди, Джесси и Агамемнона.
17 декабря 2015 года актёр Тодд Аллен Дуркин объявил, что покидает сериал и не примет участие в съёмках 2 сезона.
Позже было объявлено, что сериал не будет продлён на 2 сезон, несмотря на прямые намёки о продолжении в последних сериях.